# David Ross MacDonald
Pour les articles homonymes, voir MacDonald.
Ne pas confondre avec l'écrivain canadien et américain Ross Macdonald.
David Ross MacDonald, né le 27 janvier 1965 à Vancouver, est un skipper canadien.

## Carrière
Ross MacDonald participe aux épreuves de voile des Jeux olympiques d'été de 1988, 1992, 1996, 2000 et 2004.
Il remporte avec Eric Jespersen la médaille de bronze en classe Star en 1992 à Barcelone et la médaille d'argent dans la même classe avec Mike Wolfs en 2004 à Athènes.